# Vujadin Subotić
Vujadin Subotić (cyr. Вујадин Суботић; ur. 18 grudnia 1981 w Kotorze) – czarnogórski koszykarz, występujący na pozycji niskiego skrzydłowego, reprezentant kraju.

## Osiągnięcia
Na podstawie, o ile nie zaznaczono inaczej.

### Drużynowe
- Mistrz:
  - Ligi Adriatyckiej (2002)
  - Słowenii (2002)
  - Cypru (2013)
- Zdobywca pucharu:
  - Serbii i Czarnogóry (2006)
  - Słowenii (2002)
  - Cypru (2009, 2010)
  - Słowacji (2016)
- Wicemistrz:
  - Serbii i Czarnogóry (2006)
  - Rumunii (2014)
- Finalista Pucharu Rumunii (2014)
- Uczestnik międzynarodowych rozgrywek:
  - Euroligi (2001/2002)
  - Eurocup (2004–2008)
  - EuroChallenge (2008–2010, 2013–2015)

### Indywidualne
- Uczestnik meczu gwiazd ligi rumuńskiej (2015)

### Reprezentacja
- Mistrz Europy dywizji B (2009)